# Liste von Autoren in der Bibliothèque de la Pléiade
Dies ist eine Liste von Autoren in der Bibliothèque de la Pléiade. Diese Liste gibt die Namen der Autoren in der französischen Buchreihe der Bibliothèque de la Pléiade der Éditions Gallimard wieder, möglichst begleitet vom Titel der Bände in ihrer neuesten Ausgabe und ihrem Erscheinungsdatum sowie den Titel der Alben, die jedes Jahr anlässlich der Quinzaine de la Pléiade herausgegeben werden. Die Sammlung enthält Werkausgaben von (übersetzten) Klassikern der Weltliteratur mit dem Schwerpunkt auf der französischen Literatur. Die Liste erhebt keinen Anspruch auf Aktualität oder Vollständigkeit.

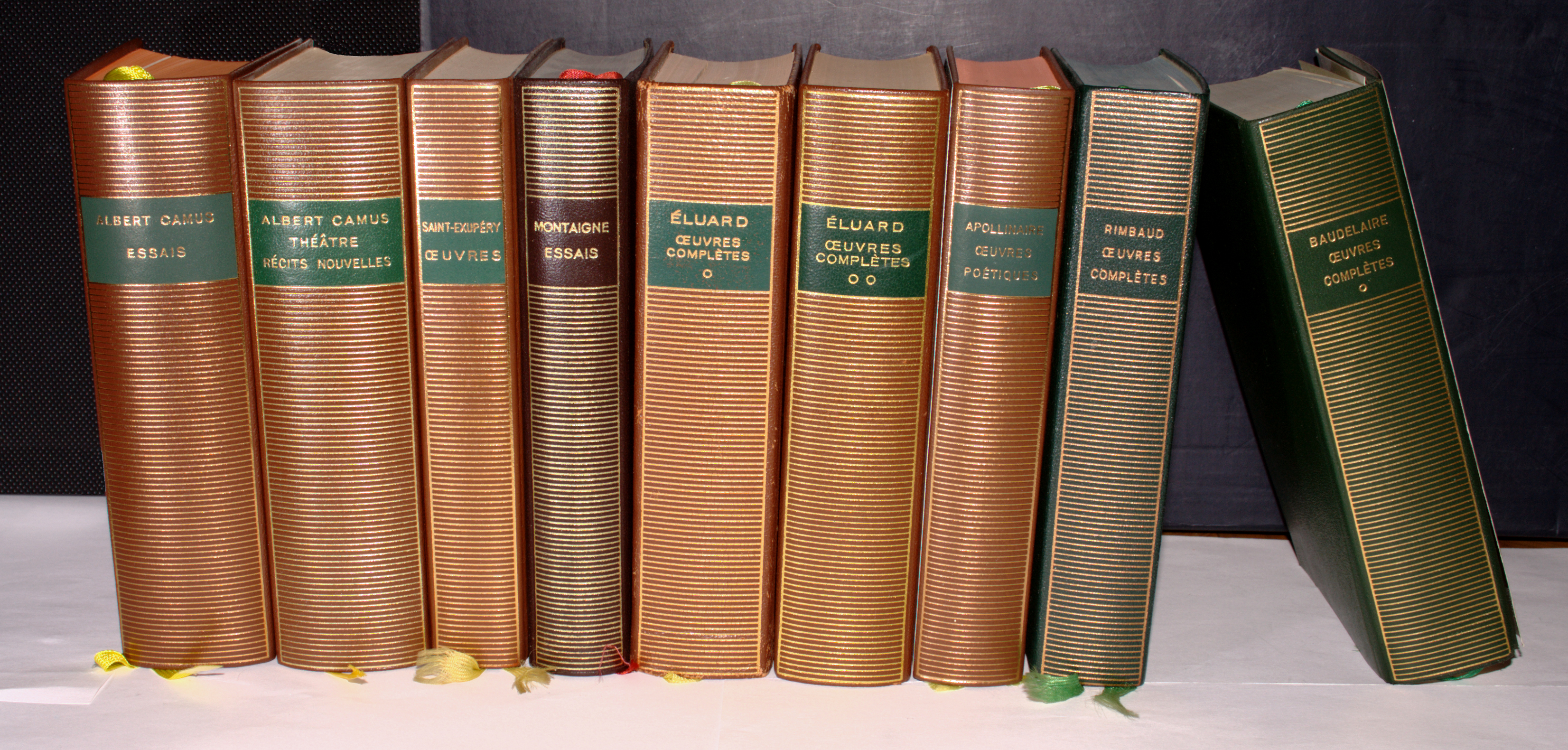
Einige Buchrücken der Bibliothèque de la Pléiade.

## A
- Émile-Auguste Chartier (Alain)
  - Les Arts et les dieux, 1958
  - Les Passions et la Sagesse, 1960
  - Propos I, 1956
  - Propos II, 1970
- Alain-Fournier
  - Le Grand Meaulnes suivi de Choix de lettres, de documents et d'esquisses, 2020
- Hans Christian Andersen
  - Œuvres I, 1992
  - Œuvres II, 1995
- Jean Anouilh
  - Théâtre I, 2007
  - Théâtre II, 2007
- Guillaume Apollinaire
  - Œuvres poétiques, 1956
  - Œuvres en prose complètes I, 1977
  - Œuvres en prose complètes II, 1991
  - Œuvres en prose complètes III, 1993
- Louis Aragon
  - Œuvres romanesques complètes I, 1997
  - Œuvres romanesques complètes II, 2000
  - Œuvres romanesques complètes III, 2003
  - Œuvres romanesques complètes IV, 2008
  - Œuvres poétiques complètes I, 2007
  - Œuvres poétiques complètes II, 2007
  - Essais littéraires, 2025
- Aristophane
  - Théâtre complet, 1997
- Aristote
  - Œuvres I, 2014 (Éthiques, Politique, Rhétorique, Poétique, Métaphysique)
- Agrippa d'Aubigné
  - Œuvres, 1969
- Saint Augustin
  - Œuvres I, 1998 (Les Confessions, Dialogues philosophiques)
  - Œuvres II, 2000 (La Cité de Dieu)
  - Œuvres III, 2002 (Philosophie, catéchèse, polémique)
- Jane Austen
  - Œuvres romanesques complètes I, 2000
  - Œuvres romanesques complètes II, 2013
- Thérèse d'Avila
  - Œuvres, 2012
- Marcel Aymé
  - Œuvres romanesques complètes I, 1989
  - Œuvres romanesques complètes II, 1998
  - Œuvres romanesques complètes III, 2001

## B
- Honoré de Balzac
  - La Comédie humaine, 11 tomes parus entre 1935 et 1960 (édition de Marcel Bouteron)
    - La Comédie humaine I, 1976
    - La Comédie humaine II, 1976
    - La Comédie humaine III, 1976
    - La Comédie humaine IV, 1976
    - La Comédie humaine V, 1977
    - La Comédie humaine VI, 1977
    - La Comédie humaine VII, 1977
    - La Comédie humaine VIII, 1978
    - La Comédie humaine IX, 1978
    - La Comédie humaine X, 1979
    - La Comédie humaine XI, 1980
    - La Comédie humaine XII, 1981

  - Œuvres diverses I, 1990
  - Œuvres diverses II, 1996
  - Correspondance I, 2006
  - Correspondance II, 2011
- Jules Barbey d'Aurevilly
  - Œuvres romanesques complètes I, 1964
  - Œuvres romanesques complètes II, 1966
- Georges Bataille
  - Romans et récits, 2004
- Charles Baudelaire
  - Correspondance I, 1973
  - Correspondance II, 1973
  - Œuvres complètes I, 1975
  - Œuvres complètes II, 1976
  - Œuvres complètes I, 2024
  - Œuvres complètes II, 2024
- Pierre-Augustin Caron de Beaumarchais
  - Œuvres, 1988
- Simone de Beauvoir
  - Mémoires I, 2018
  - Mémoires II, 2018
- Georges Bernanos
  - Œuvres romanesques complètes I, 2015
  - Œuvres romanesques complètes II suivi de Dialogues des Carmélites, 2015
  - Essais et écrits de combat I, 1972
  - Essais et écrits de combat II, 1995
- Nicolas Boileau
  - Œuvres complètes, 1966
- Yves Bonnefoy
  - Œuvres poétiques, 2023
- Jorge Luis Borges
  - Œuvres complètes I, 1993 et 2010 (Réimpression révisée)
  - Œuvres complètes II, 1999 et 2010 (Réimpression révisée)
- Bossuet
  - Œuvres, 1961
- Mikhaïl Boulgakov
  - Œuvres I, 1997 (La Garde blanche – Nouvelles, récits, articles de variétés)
  - Œuvres II, 2004 (Le Maître et Marguerite et autres romans, Théâtre)
- Brantôme
  - Recueil des dames, poésies et tombeaux, 1991
- Bertolt Brecht
  - Écrits sur le théâtre, 2000
- André Breton
  - Œuvres complètes I, 1988
  - Œuvres complètes II, 1992
  - Œuvres complètes III, 1999
  - Œuvres complètes IV : Écrits sur l'art, 2008
- Anne, Charlotte et Emily Brontë
  - Jane Eyre précédé de Œuvres de jeunesse (1826–1847), 2008
  - Wuthering Heights et autres romans (1847–1848), 2002
  - Shirley – Villette, 2022
- Buffon
  - Œuvres, 2007

## C
- Jean Calvin
  - Œuvres, 2009
- Italo Calvino
  - Romans, 2024
- Albert Camus
  - Œuvres complètes I, 2006
  - Œuvres complètes II, 2006
  - Œuvres complètes III, 2008
  - Œuvres complètes IV, 2008
- Cao Xueqin
  - Le Rêve dans le pavillon rouge I, 1981
  - Le Rêve dans le pavillon rouge II, 1981
- Lewis Carroll
  - Œuvres, 1990
- Giacomo Casanova
  - Histoire de ma vie I, 2013
  - Histoire de ma vie II, 2015
  - Histoire de ma vie III, 2015
- Louis-Ferdinand Céline
  - Romans I, 1981
  - Romans II, 1981
  - Romans III, 1988
  - Romans IV, 1993
  - Lettres, 2009
  - Romans (1932-1934), 2023
  - Romans (1936-1947), 2023
  - Romans (1952-1955), 2023
  - Romans (1957-1961), 2023
- Blaise Cendrars
  - Œuvres autobiographiques I, 2013
  - Œuvres autobiographiques II, 2013
- Miguel de Cervantes
  - Œuvres romanesques complètes I, 2001 (La Galatée, Don Quichotte de la Manche)
  - Œuvres romanesques complètes II, 2001 (Nouvelles exemplaires, Les Épreuves et travaux de Persilès et Sigismunda)
- René Char
  - Œuvres complètes, 1983 et 1995 (nouvelle édition augmentée)
- François-René de Chateaubriand
  - Mémoires d'outre-tombe I, 1947
  - Mémoires d'outre-tombe II, 1950
  - Œuvres romanesques et voyages I, 1969
  - Œuvres romanesques et voyages II, 1970
  - Essai sur les révolutions – Génie du christianisme, 1978
- André Chénier
  - Œuvres complètes, 1940
- Chrétien de Troyes
  - Œuvres complètes, 1994
- Emil Cioran
  - Œuvres, 2012
- Paul Claudel
  - Théâtre I, 1948 & 2011 (Nouvelle édition)
  - Théâtre II, 1948 & 2011 (Nouvelle édition)
  - Œuvre poétique, 1957
  - Journal I, 1968
  - Journal II, 1969
  - Œuvres en prose, 1965
- Jean Cocteau
  - Œuvres poétiques complètes, 1999
  - Théâtre complet, 2003
  - Œuvres romanesques complètes, 2006
- Albert Cohen
  - Belle du Seigneur, 1986
  - Œuvres, 1993
- Colette
  - Œuvres I, 1984
  - Œuvres II, 1986
  - Œuvres III, 1991
  - Œuvres IV, 2001
- Joseph Conrad
  - Œuvres I, 1982
  - Œuvres II, 1985
  - Œuvres III, 1987
  - Œuvres IV, 1989
  - Œuvres V, 1992
- Benjamin Constant
  - Œuvres, 1957
- Tristan Corbière, Charles Cros
  - Œuvres complètes, 1970
- Pierre Corneille
  - Œuvres complètes I, 1980
  - Œuvres complètes II, 1984
  - Œuvres complètes III, 1987
- Paul-Louis Courier
  - Œuvres complètes, 1940
- Jean de la Croix
  - Œuvres, 2012

## D
- Dante
  - Œuvres complètes, 1965
- Alphonse Daudet
  - Œuvres I, 1986
  - Œuvres II, 1990
  - Œuvres III, 1994
- Daniel Defoe
  - Romans I, 1959
  - Romans II, 1970
- René Descartes
  - Œuvres et lettres, 1937 et 1953 (édition remaniée et augmentée)
  - Œuvres I, 2024
  - Œuvres II, 2024
- Charles Dickens
  - Souvenirs intimes de David Copperfield – De grandes espérances, 1954
  - Dossier de la maison Dombey et fils – Temps difficiles, 1956
  - Les Papiers posthumes du Pickwick-Club – Les aventures d'Olivier Twist, 1958
  - Le Magasin d'antiquités – Barnabé Rudge, 1962
  - La Vie et les Aventures de Nicolas Nickleby – Livres de Noël, 1966
  - La Petite Dorrit – Un conte de deux villes, 1970
  - La Maison d'Âpre-vent – Récits pour Noël et autres, 1979
  - Esquisses de Boz – Martin Chuzzlewit, 1986
  - L'Ami commun – Le Mystère d'Edwin Drood, 1991
- Denis Diderot
  - Contes et romans, 2004
  - Œuvres philosophiques, 2010
- Fiodor Dostoïevski
  - Crime et Châtiment, 1950
  - Les Frères Karamazov, 1952
  - L'Idiot, 1953
  - Les Démons – Les Pauvres Gens, 1955
  - L'Adolescent, 1956
  - Récits, chroniques et polémiques, 1969
  - Journal d'un écrivain, 1972
- Arthur Conan Doyle
  - Sherlock Holmes I, 2025
  - Sherlock Holmes II, 2025
- Pierre Drieu la Rochelle
  - Romans, nouvelles, récits, 2012
- Georges Duby
  - Œuvres, 2019
- Alexandre Dumas
  - Les Trois Mousquetaires – Vingt ans après, 1962
  - Le Comte de Monte-Cristo, 1981
  - Le Vicomte de Bragelonne, 2023
- Marguerite Duras
  - Œuvres complètes I, 2011
  - Œuvres complètes II, 2011
  - Œuvres complètes III, 2014
  - Œuvres complètes IV, 2014

## E
- George Eliot
  - Middlemarch précédé de Le Moulin sur la Floss, 2020
- Paul Éluard
  - Œuvres complètes I, 1968
  - Œuvres complètes II, 1968

## F
- William Faulkner
  - Œuvres romanesques I, 1977
  - Œuvres romanesques II, 1995
  - Œuvres romanesques III, 2000
  - Œuvres romanesques IV, 2007
  - Œuvres romanesques V, 2016
  - Nouvelles, 2017
- Fénelon
  - Œuvres I, 1983
  - Œuvres II, 1997
- Georges Feydeau
  - Théâtre, 2021
- Henry Fielding
  - Romans, 1964
- Francis Scott Fitzgerald
  - Romans, nouvelles et récits I, 2012
  - Romans, nouvelles et récits II, 2012
- Gustave Flaubert
  - Œuvres I, 1936
  - Œuvres II, 1936
  - Correspondance I, 1973
  - Correspondance II, 1980
  - Correspondance III, 1991
  - Correspondance IV, 1998
  - Correspondance V, 2007
  - Index général de la Correspondance, 2007
  - Œuvres complètes I, 2001 (Œuvres de jeunesse)
  - Œuvres complètes II, 2013 (1845–1851)
  - Œuvres complètes III, 2013 (1851–1862)
  - Œuvres complètes IV, 2021 (1863–1874)
  - Œuvres complètes V, 2021 (1875–1880)
- Michel Foucault
  - Œuvres I, 2015
  - Œuvres II, 2015
- Anatole France
  - Œuvres I, 1984
  - Œuvres II, 1987
  - Œuvres III, 1991
  - Œuvres IV, 1994
- Saint François de Sales
  - Œuvres, 1969
- Eugène Fromentin
  - Œuvres complètes, 1984

## G
- Federico García Lorca
  - Œuvres complètes I, 1981
  - Œuvres complètes II, 1990
- Romain Gary
  - Romans et récits I, 2019
  - Romans et récits II, 2019
- Charles de Gaulle
  - Mémoires de guerre, 2000
- Théophile Gautier
  - Romans, contes et nouvelles I, 2002
  - Romans, contes et nouvelles II, 2002
- Jean Genet
  - Théâtre complet, 2002
  - Romans et poèmes, 2021
- André Gide
  - Anthologie de la poésie française, 1949
  - Journal I, 1996
  - Journal II, 1997
  - Essais critiques, 1999
  - Souvenirs et voyages, 2001
  - Romans et récits – Œuvres lyriques et dramatiques I, 2009
  - Romans et récits – Œuvres lyriques et dramatiques II, 2009
- Jean Giono
  - Œuvres romanesques complètes I, 1971
  - Œuvres romanesques complètes II, 1972
  - Œuvres romanesques complètes III, 1974
  - Œuvres romanesques complètes IV, 1977
  - Œuvres romanesques complètes V, 1980
  - Œuvres romanesques complètes VI, 1983
  - Récits et essais, 1988
  - Journal – Poèmes – Essais, 1995
- Jean Giraudoux
  - Théâtre complet, 1982
  - Œuvres romanesques complètes I, 1990
  - Œuvres romanesques complètes II, 1994
- Joseph Arthur de Gobineau
  - Œuvres I, 1983
  - Œuvres II, 1983
  - Œuvres III, 1987
- Johann Wolfgang Goethe
  - Romans, 1954
  - Théâtre complet, 1988
- Nicolas Gogol
  - Œuvres complètes, 1966
- Carlo Goldoni
  - Théâtre, 1972
- Maxime Gorki
  - Œuvres, 2005
- Julien Gracq
  - Œuvres complètes I, 1989
  - Œuvres complètes II, 1995
  - Œuvres complètes I & II, 2010 (coffret)
- Julien Green
  - Œuvres complètes I, 1972
  - Œuvres complètes II, 1973
  - Œuvres complètes III, 1974
  - Œuvres complètes IV, 1976
  - Œuvres complètes V, 1977
  - Œuvres complètes VI, 1990
  - Œuvres complètes VII, 1994
  - Œuvres complètes VIII, 1998
- Alexandre Griboïèdov-Alexandre Pouchkine-Mikhaïl Lermontov
  - Œuvres, 1973

## H
- Ernest Hemingway
  - Œuvres romanesques I, 1966
  - Œuvres romanesques II, 1969
- Hérodote-Thucydide
  - Œuvres complètes, 1964
- Friedrich Hölderlin
  - Œuvres, 1967
- Homère
  - Iliade, Odyssée, 1955
- Victor Hugo
  - La Légende des siècles – La Fin de Satan – Dieu, 1950
  - Œuvres poétiques I, 1964
  - Œuvres poétiques II, 1967
  - Œuvres poétiques III, 1974
  - Théâtre complet I, 1964
  - Théâtre complet II, 1964
  - Notre-Dame de Paris – Les Travailleurs de la mer, 1975
  - Les Misérables, 1951
- Joris-Karl Huysmans
  - Romans et nouvelles, 2019

## I
- Ibn Khaldûn
  - Le Livre des exemples I, 2002
  - Le Livre des exemples II, 2012
- Henrik Ibsen
  - Théâtre, 2006
- Eugène Ionesco
  - Théâtre complet, 1990

## J
- Philippe Jaccottet
  - Œuvres, 2014
- Henry James
  - Nouvelles complètes I (1864–1876), 2003
  - Nouvelles complètes II (1877–1888), 2003
  - Nouvelles complètes III (1888–1898), 2011
  - Nouvelles complètes IV (1898–1910), 2011
  - Un portrait de femme et autres romans, 2016
- Alfred Jarry
  - Œuvres Complètes I, 1972
  - Œuvres Complètes II, 1987
  - Œuvres Complètes III, 1988
- (Jin Ping Mei)
  - Fleur en fiole d'or I, 1985
  - Fleur en fiole d'or II, 1985
- James Joyce
  - Œuvres I, 1982
  - Œuvres II, 1995
- Ernst Jünger
  - Journaux de guerre I, 2008
  - Journaux de guerre II, 2008

## K
- Franz Kafka
  - Œuvres complètes I, 1976
  - Œuvres complètes II, 1980
  - Œuvres complètes III, 1984
  - Œuvres complètes IV, 1989
  - Œuvres complètes I (Nouvelles et récits), 2018
  - Œuvres complètes II (Romans), 2018
  - Œuvres complètes III (Journaux et lettres), 2022
  - Œuvres complètes IV (Journaux et lettres), 2022
- Emmanuel Kant
  - Œuvres philosophiques I, 1980
  - Œuvres philosophiques II, 1985
  - Œuvres philosophiques III, 1986
- Joseph Kessel
  - Romans et récits I, 2020
  - Romans et récits II, 2020
- Søren Kierkegaard
  - Œuvres I, 2018
  - Œuvres II, 2018
- Rudyard Kipling
  - Œuvres I, 1988
  - Œuvres II, 1992
  - Œuvres III, 1996
  - Œuvres IV, 2001
- Milan Kundera
  - Œuvre I, 2011
  - Œuvre II, 2011

## L
- Jean de La Bruyère
  - Œuvres complètes, 1951
- Jean de La Fontaine
  - Œuvres complètes I, 1991 (Fables – Contes et nouvelles)
  - Œuvres complètes II, 1943 (Œuvres diverses)
  - Fables, 2021
- François de La Rochefoucauld
  - Œuvres complètes, 1964
- Pierre Choderlos de Laclos
  - Les Liaisons dangereuses, 1932 et 2011
  - Œuvres complètes, 1979
- Madame de La Fayette
  - Œuvres complètes, 2014
- Louise Labé
  - Œuvres complètes, 2021
- Alphonse de Lamartine
  - Œuvres poétiques complètes, 1963
- Valery Larbaud
  - Œuvres, 1957
- Emmanuel de Las Cases
  - Le Mémorial de Sainte-Hélène I, 1956
  - Le Mémorial de Sainte-Hélène II, 1956
- Lautréamont, Germain Nouveau
  - Œuvres complètes, 1970
  - Œuvres complètes, 2009 (Lautréamont uniquement)
- D. H. Lawrence
  - L'Amant de Lady Chatterley et autres romans, 2024
- Michel Leiris
  - La Règle du jeu, 2003
  - L'Âge d'homme précédé de l'Afrique fantôme, 2014
- Nicolaï Leskov, Mikhaïl Saltykov-Chtchedrine
  - Œuvres, 1967
- Claude Lévi-Strauss
  - Œuvres, 2008
- Jack London
  - Romans, récits et nouvelles I, 2016
  - Romans, récits et nouvelles II, 2016
- H. P. Lovecraft
  - Récits, 2024
- Martin Luther
  - Œuvres I, 1999
  - Œuvres II, 2017

## M
- Nicolas Machiavel
  - Œuvres complètes, 1952
- Nicolas Malebranche
  - Œuvres I, 1979
  - Œuvres II, 1992
- François de Malherbe
  - Œuvres, 1971
- Stéphane Mallarmé
  - Œuvres complètes I, 1998
  - Œuvres complètes II, 2003
- André Malraux
  - Œuvres complètes I, 1989
  - Œuvres complètes II, 1996
  - Œuvres complètes III, 1996
  - Œuvres complètes IV, 2004 (Écrits sur l'art t.I)
  - Œuvres complètes V, 2004 (Écrits sur l'art t. II)
  - Œuvres complètes VI, 2010
- Pierre Carlet de Chamblain de Marivaux
  - Œuvres de jeunesse, 1972
  - Romans, récits, contes et nouvelles, 1957
  - Théâtre complet I, 1993
  - Théâtre complet II, 1994
- Roger Martin du Gard
  - Œuvres complètes I, 1955
  - Œuvres complètes II, 1955
  - Maumort, 1983
- Karl Marx
  - Œuvres I : économie I, 1963
  - Œuvres II : économie II, 1968
  - Œuvres III : philosophie, 1982
  - Œuvres IV : politique I, 1994
- Guy de Maupassant
  - Contes et Nouvelles I, 1974
  - Contes et Nouvelles II, 1979
  - Romans, 1987
- François Mauriac
  - Œuvres romanesques et théâtrales I, 1978
  - Œuvres romanesques et théâtrales II, 1979
  - Œuvres romanesques et théâtrales III, 1981
  - Œuvres romanesques et théâtrales IV, 1985
  - Œuvres autobiographiques, 1990
- Herman Melville
  - Œuvres I, 1997 (Taïpi, Omou, Mardi)
  - Œuvres II, 2004 (Redburn, Vareuse-Blanche)
  - Œuvres III, 2006 (Moby Dick, Pierre ou les Ambiguïtés)
  - Œuvres IV, 2010 (Bartleby le scribe, Billy Budd, Marin, et autres romans)
- Prosper Mérimée
  - Théâtre de Clara Gazul – Romans et nouvelles, 1979
- Henri Michaux
  - Œuvres complètes I, 1998
  - Œuvres complètes II, 2001
  - Œuvres complètes III, 2004
- Jules Michelet
  - Histoire de la Révolution française I, 1939
  - Histoire de la Révolution française II, 1939
- Molière
  - Œuvres complètes I, 1972 et 2010 (Nouvelle édition)
  - Œuvres complètes II, 1972 et 2010 (Nouvelle édition)
- Blaise de Monluc
  - Commentaires (1521–1576), 1964
- Michel de Montaigne
  - Les Essais, 2007
- Montesquieu
  - Œuvres complètes I, 1949
  - Œuvres complètes II, 1951
- Henry de Montherlant
  - Essais, 1963
  - Romans I, 1959
  - Romans II, 1982
  - Théâtre, 1955
  - Romans, 2009
- Paul Morand
  - Nouvelles complètes I, 1992
  - Nouvelles complètes II, 1992
  - Romans, 2005
- Alfred de Musset
  - Poésies complètes, 1933 (édition de Maurice Allem)
  - Œuvres en prose, 1938 (édition de Maurice Allem et Paul-Courant)
  - Théâtre complet, 1990

## N
- Vladimir Nabokov
  - Œuvres romanesques complètes I, 1999
  - Œuvres romanesques complètes II, 2010
- Shi Nai'an et Luo Guanzhong
  - Au bord de l'eau I, 1978
  - Au bord de l'eau II, 1978
- Nerval
  - Œuvres complètes I, 1989
  - Œuvres complètes II, 1989
  - Œuvres complètes III, 1993
- Nietzsche
  - Œuvres I, 2000
  - Œuvres II, 2019
  - Œuvres III, 2023

## O
- Jean d'Ormesson
  - Œuvres I, 2015
  - Œuvres II, 2018
- George Orwell
  - Œuvres, 2020

## P
- Blaise Pascal
  - Œuvres complètes I, 1998
  - Œuvres complètes II, 2000
- Boris Pasternak
  - Œuvres, 1990
- Octavio Paz
  - Œuvres, 2008
- Charles Péguy
  - Œuvres en prose complètes I, 1987
  - Œuvres en prose complètes II, 1988
  - Œuvres en prose complètes III, 1992
  - Œuvres poétiques et dramatiques, 2014
- Georges Perec
  - Œuvres I, 2017
  - Œuvres II, 2017
- Fernando Pessoa
  - Œuvres poétiques, 2001
- Luigi Pirandello
  - Théâtre complet I, 1977
  - Théâtre complet II, 1985
- Platon
  - Œuvres complètes I, 1940
  - Œuvres complètes II, 1943
- Plaute, Térence
  - Œuvres complètes, 1971
- Plutarque
  - La Vie des hommes illustres I, 1937
  - La Vie des hommes illustres II, 1937
- Edgar Allan Poe
  - Œuvres en prose, 1932 (édition de Y.-G. Le Dantec)
- Polybe
  - Histoire, 1970
- Francis Ponge
  - Œuvres complètes I, 1999
  - Œuvres complètes II, 2002
- Jacques Prévert
  - Œuvres complètes I, 1992
  - Œuvres complètes II, 1996
- Marcel Proust
  - À la recherche du temps perdu I, 1987
  - À la recherche du temps perdu II, 1988
  - À la recherche du temps perdu III, 1988
  - À la recherche du temps perdu IV, 1989
  - Contre Sainte-Beuve précédé de Pastiches et Mélanges et suivi de Essais et Articles, 1971
  - Jean Santeuil – Les Plaisirs et les Jours, 1971
  - Essais, 2022

## Q
- Raymond Queneau
  - Œuvres complètes I, 1989
  - Œuvres complètes II, 2002 (Romans t.I)
  - Œuvres complètes III, 2006 (Romans t.II)
- Thomas de Quincey
  - Œuvres, 2011

## R
- François Rabelais
  - Œuvres complètes, 1994
- Jean Racine
  - Œuvres complètes II, 1952
  - Œuvres complètes I, 1999 (édition Georges Forestier)
- Charles-Ferdinand Ramuz
  - Romans I, 2005
  - Romans II, 2005
- Jules Renard
  - Journal (1887–1910), 1960
  - Œuvres I, 1970
  - Œuvres II, 1971
- Nicolas Edme Restif de La Bretonne
  - Monsieur Nicolas I, 1989
  - Monsieur Nicolas II, 1989
- Cardinal de Retz
  - Œuvres, 1983
- Rainer Maria Rilke
  - Œuvres en prose – Récits et Essais, 1993
  - Œuvres poétiques et théâtrales, 1997
- Arthur Rimbaud
  - Œuvres complètes, 1946, 1972 et 2009
- Pierre de Ronsard
  - Œuvres complètes I, 1993
  - Œuvres complètes I, 1994
- Philip Roth
  - Romans et nouvelles (1959-1977), 2017
  - Romans et nouvelles (1979-1991), 2022
- Jean-Jacques Rousseau
  - Confessions suivi de Rêveries du promeneur solitaire, 1933
  - Œuvres complètes I, 1959
  - Œuvres complètes II, 1961
  - Œuvres complètes III, 1964
  - Œuvres complètes IV, 1969
  - Œuvres complètes V, 1995

## S
- Sade
  - Œuvres I, 1990
  - Œuvres II, 1995
  - Œuvres III, 1998
  - Justine et autres romans, 2014
- Antoine de Saint-Exupéry
  - Œuvres complètes I, 1994
  - Œuvres complètes II, 1999
- Saint-John Perse
  - Œuvres complètes, 1972 et 1982
- Saint-Simon
  - Mémoires I, 1983
  - Mémoires II, 1983
  - Mémoires III, 1984
  - Mémoires IV, 1985
  - Mémoires V, 1985
  - Mémoires VI, 1986
  - Mémoires VII, 1987
  - Mémoires VIII, 1988
  - Traités politiques et autres écrits, 1996
- Sainte-Beuve
  - Œuvres I, 1949
  - Œuvres II, 1951
  - Port-Royal I, 1953
  - Port-Royal II, 1954
  - Port-Royal III, 1987
- George Sand
  - Œuvres autobiographiques I, 1970
  - Œuvres autobiographiques II, 1971
  - Romans I, 2019
  - Romans II, 2019
- Nathalie Sarraute
  - Œuvres complètes, 1996
- Jean-Paul Sartre
  - Œuvres romanesques, 1982
  - Théâtre complet, 2005
  - Les Mots et Autres Écrits autobiographiques, 2010
- Walter Scott
  - Waverley et autres romans, 2003
  - Ivanhoé et autres romans, 2007
- Victor Segalen
  - Œuvres I, 2020
  - Œuvres II, 2020
- Madame de Sévigné
  - Correspondance I, 1973
  - Correspondance II, 1974
  - Correspondance III, 1978
- Shakespeare
  - Œuvres complètes I, 2002 (Tragédies I), bilingue (éd. de Jean-Michel Déprats)
  - Œuvres complètes II, 2002 (Tragédies II), bilingue
  - Œuvres complètes III, 2008 (Histoires I), bilingue
  - Œuvres complètes IV, 2008 (Histoires II), bilingue
  - Œuvres complètes V, 2013 (Comédies I), bilingue
  - Œuvres complètes VI, 2016 (Comédies II), bilingue
  - Œuvres complètes VII, 2016 (Comédies III), bilingue
  - Œuvres complètes VIII, 2021 (Sonnets et autres poèmes), bilingue
- Georges Simenon
  - Romans I, 2003
  - Romans II, 2003
  - Pedigree et autres romans, 2009
- Claude Simon
  - Œuvres I, 2006
  - Œuvres II, 2013
- Somadeva
  - Océan des rivières de contes, 1997
- Spinoza
  - Œuvres complètes, 1954
  - Œuvres complètes, 2022
- Madame de Staël
  - Œuvres, 2017
- John Steinbeck
  - Romans, 2023
- Stendhal
  - Correspondance I, 1963
  - Correspondance II, 1967
  - Correspondance III, 1969
  - Œuvres intimes I, 1981
  - Œuvres intimes II, 1982
  - Voyages en France, 1992
  - Voyages en Italie, 1992
  - Œuvres romanesques complètes I, 2005
  - Œuvres romanesques complètes II, 2007
  - Œuvres romanesques complètes III, 2014
- Stevenson
  - Œuvres I, 2001
  - Œuvres II, 2005
- Jules Supervielle
  - Œuvres poétiques complètes, 1996
- Jonathan Swift
  - Œuvres, 1965

## T
- Tacite
  - Œuvres complètes, 1990
- Tallemant des Réaux
  - Historiettes I, 1960
  - Historiettes II, 1961
- Junichirô Tanizaki
  - Œuvres I, 1997
  - Œuvres II, 1998
- Anton Tchekhov
  - Œuvres I, 1967
  - Œuvres II, 1970
  - Œuvres III, 1971
- Alexis de Tocqueville
  - Œuvres I, 1991
  - Œuvres II, 1992
  - Œuvres III, 2004
- Léon Tolstoï
  - Anna Karénine – Résurrection, 1951
  - Guerre et Paix, 1945
  - Journaux et carnets I, 1979
  - Journaux et carnets II, 1980
  - Journaux et carnets III, 1985
  - Souvenirs et Récits, 1961

- Ivan Tourguéniev
  - Romans et nouvelles complets I, 1981
  - Romans et nouvelles complets II, 1982
  - Romans et nouvelles complets III, 1986

- Michel Tournier
  - Romans suivi de Le Vent Paraclet, 2017

- Tragiques grecs
  - Eschyle-Sophocle: Tragédies, 1967
  - Euripide: Théâtre complet, 1962
- Mark Twain
  - Œuvres, 2015

## V
- Paul Valéry
  - Œuvres I, 1957
  - Œuvres II, 1960
  - Cahiers I, 1973
  - Cahiers II, 1974
- Jules Vallès
  - Œuvres I, 1975
  - Œuvres II, 1990
- Vâlmikî
  - Rāmāyana, 1999
- Mario Vargas Llosa
  - Œuvres romanesques I, 2016
  - Œuvres romanesques II, 2016
- Paul Verlaine
  - Œuvres poétiques complètes, 1938
  - Œuvres en prose complètes, 1972
- Jules Verne
  - Les Enfants du capitaine Grant – Vingt mille lieues sous les mers, 2012
  - L'Île mystérieuse – Le Sphinx des glaces, 2012
  - Voyage au centre de la Terre et autres romans, 2016
  - Michel Strogoff et autres romans, 2017
  - L'École des Robinsons et autres romans, 2024
- Boris Vian
  - Œuvres romanesques complètes I, 2010
  - Œuvres romanesques complètes II, 2010
- Alfred de Vigny
  - Œuvres complètes I, 1986 (Poésie – Théâtre)
  - Œuvres complètes II, 1993 (Prose)
- Auguste de Villiers de L’Isle-Adam
  - Œuvres complètes I, 1986
  - Œuvres complètes II, 1986
- François Villon
  - Œuvres complètes, 2014
- Virgile
  - Œuvres complètes, 2015
- Voltaire
  - Correspondance I, 1978
  - Correspondance II, 1978
  - Correspondance III, 1975
  - Correspondance IV, 1978
  - Correspondance V, 1980
  - Correspondance VI, 1981
  - Correspondance VII, 1982
  - Correspondance VIII, 1983
  - Correspondance IX, 1985
  - Correspondance X, 1986
  - Correspondance XI, 1987
  - Correspondance XII, 1988
  - Correspondance XIII, 1993
  - Mélanges, 1991
  - Œuvres historiques, 1987
  - Romans et contes, 1979
- Jacques de Voragine
  - La Légende dorée, 2004

## W
- Oscar Wilde
  - Œuvres, 1996
- Virginia Woolf
  - Œuvres romanesques I, 2012
  - Œuvres romanesques II, 2012
  - Mrs. Dalloway et autres écrits, 2025
- Wu Cheng'en
  - La Pérégrination vers l'Ouest I, 1991
  - La Pérégrination vers l'Ouest II, 1991

## X
[…]

## Y
- Marguerite Yourcenar
  - Œuvres romanesques, 1982
  - Essais et mémoires, 1991

## Z
- Émile Zola
  - Les Rougon-Macquart I, 1960
  - Les Rougon-Macquart II, 1961
  - Les Rougon-Macquart III, 1964
  - Les Rougon-Macquart IV, 1966
  - Les Rougon-Macquart V, 1967
  - Contes et nouvelles, 1976
  - Les Trois Villes, 2025
- Stefan Zweig
  - Romans, nouvelles et récits I, 2013
  - Romans, nouvelles et récits II, 2013

## Textes religieux / Religiöse Texte
- La Bible, l'Ancien Testament I, 1956
- La Bible, l'Ancien Testament II, 1959
- Écrits intertestamentaires, 1987
- La Bible, le Nouveau Testament, 1971
- Écrits apocryphes chrétiens I, 1997
- Écrits apocryphes chrétiens II, 2005
- Le Coran, 1967
- Écrits gnostiques, la bibliothèque de Nag Hammadi, 2007
- Premiers écrits chrétiens, 2016

## Anthologies / Anthologien

### Poésie / Dichtung
- Poètes et romanciers du Moyen Âge, 1939
- Anthologie bilingue de la poésie allemande, 1993
- Anthologie bilingue de la poésie anglaise, 2005
- Anthologie bilingue de la poésie espagnole, 1995
- Anthologie bilingue de la poésie italienne, 1994
- Anthologie de la poésie chinoise, 2015
- Anthologie de la poésie française I, 2000 (du Moyen Âge au XVIIe siècle)
- Anthologie de la poésie française II, 2000 (du XVIIIe au XXe siècle)
- Poètes du XVIe siècle, 1953
- La Pléiade, 2024

### Romans, contes et nouvelles / Romane, Erzählungen und Novellen
- Romans grecs et latins, 1958
- Romanciers du XVIIe siècle, 1958
- Romanciers du XVIIIe siècle I, 1960
- Romanciers du XVIIIe siècle II, 1965
- Romantiques allemands I, 1963
- Romantiques allemands II, 1973
- Conteurs français du XVIe siècle, 1965
- Romans picaresques espagnols, 1968
- Conteurs italiens de la Renaissance, 1993
- Spectacles curieux d'aujourd'hui et d'autrefois, 1996 (Contes chinois des Ming)
- Nouvelles du XVIIe siècle, 1997
- Nouvelles du XVIIIe siècle, 2002
- Le Roman de Renart, 1998
- Tristan et Yseut, 1995 (Premières versions européennes : Béroul, Thomas d'Angleterre, anonymes)
- Libertins du XVIIe siècle I, 1998
- Libertins du XVIIe siècle II, 2004
- Romanciers libertins du XVIIIe siècle I, 2000
- Romanciers libertins du XVIIIe siècle II, 2005
- Frankenstein et autres romans gothiques, 2014
- Les Mille et une nuits I, 2005
- Les Mille et une nuits II, 2006
- Les Mille et une nuits III, 2006
- Le Livre du Graal I, 2001 (Joseph d'Arimathie – Merlin – Les Premiers Faits du roi Arthur)
- Le Livre du Graal II, 2003 (Lancelot : La Marche de Gaule, Galehaut, La Première Partie de la quête de Lancelot)
- Le Livre du Graal III, 2009 (Lancelot : La Seconde Partie de la quête de Lancelot – La Quête du saint Graal – La Mort du roi Arthur)
- Dracula et autres écrits vampiriques, 2019

### Théâtre / Theater
- Théâtre de l'Inde ancienne, 2006
- Jeux et sapience du Moyen Âge, 1943
- Théâtre du XVIIe siècle I, 1975
- Théâtre du XVIIe siècle II, 1986
- Théâtre du XVIIe siècle III, 1992
- Théâtre du XVIIIe siècle I, 1973 (1700–1756)
- Théâtre du XVIIIe siècle II, 1974 (1756–1799)
- Théâtre élisabéthain I, 2009
- Théâtre élisabéthain II, 2009
- Théâtre espagnol du XVIe siècle, 1983
- Théâtre espagnol du XVIIe siècle I, 1994
- Théâtre espagnol du XVIIe siècle II, 1999

### Philosophie / Philosophie
- Les Épicuriens, 2010
- Philosophes confucianistes, 2009
- Philosophes taoïstes I, 1980
- Philosophes taoïstes II, 2003
- Les Présocratiques, 1988
- Les Stoïciens, 1962
- Histoire de la Philosophie I, 1969
- Histoire de la Philosophie II, 1973
- Histoire de la Philosophie III, 1974

### Récits et essais / Berichte und Essays
- Historiens et chroniqueurs du Moyen Âge, 1938
- Historiens de la République I, 1968
- Historiens de la République II, 1968
- Sagas islandaises, 1987
- Orateurs de la Révolution française, 1989
- Voyageurs arabes, 1995
- Histoire Auguste et autres historiens païens, 2022

## Albums / Alben
- Albums de la Pléiade